# Rafting

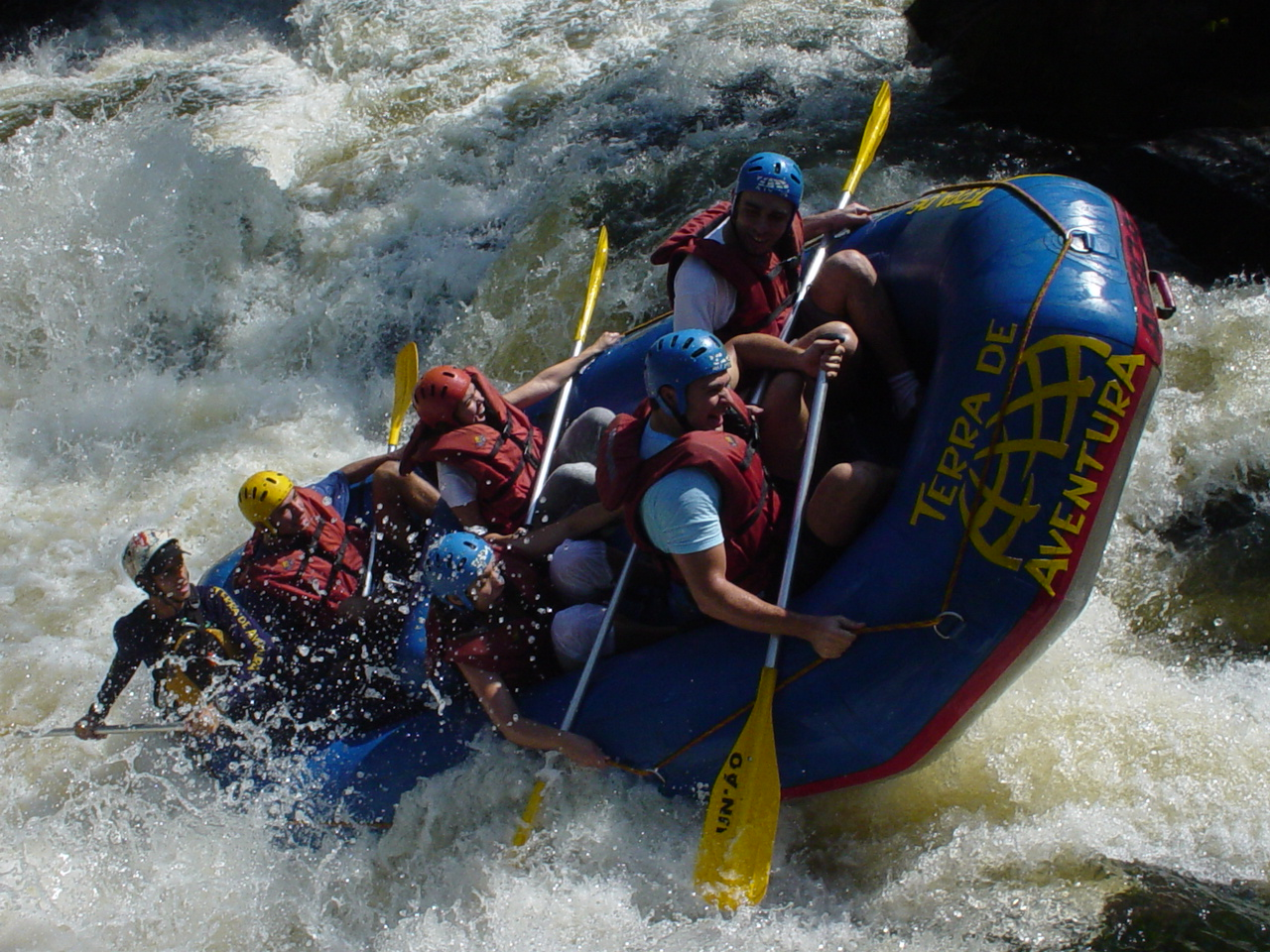
Rafting im Schlauchboot in Brasilien

Rafting (engl. raft ‚Floß‘) oder Wildwasserbootfahren ist eine in Mitteleuropa seit Mitte der 1980er Jahre populär gewordene Freizeitsportart. Bei dieser Wassersportart wird mit einem Schlauchboot (Raft) ein Fluss befahren. Gewöhnlich befährt man Wildwasser höherer Schwierigkeitsgrade. Rafting wird sowohl privat als Hobbysport als auch über kommerzielle Anbieter als Freizeitsport betrieben. Einige Kanusportvereine bieten ebenfalls Rafting an.

## Wassergefährte

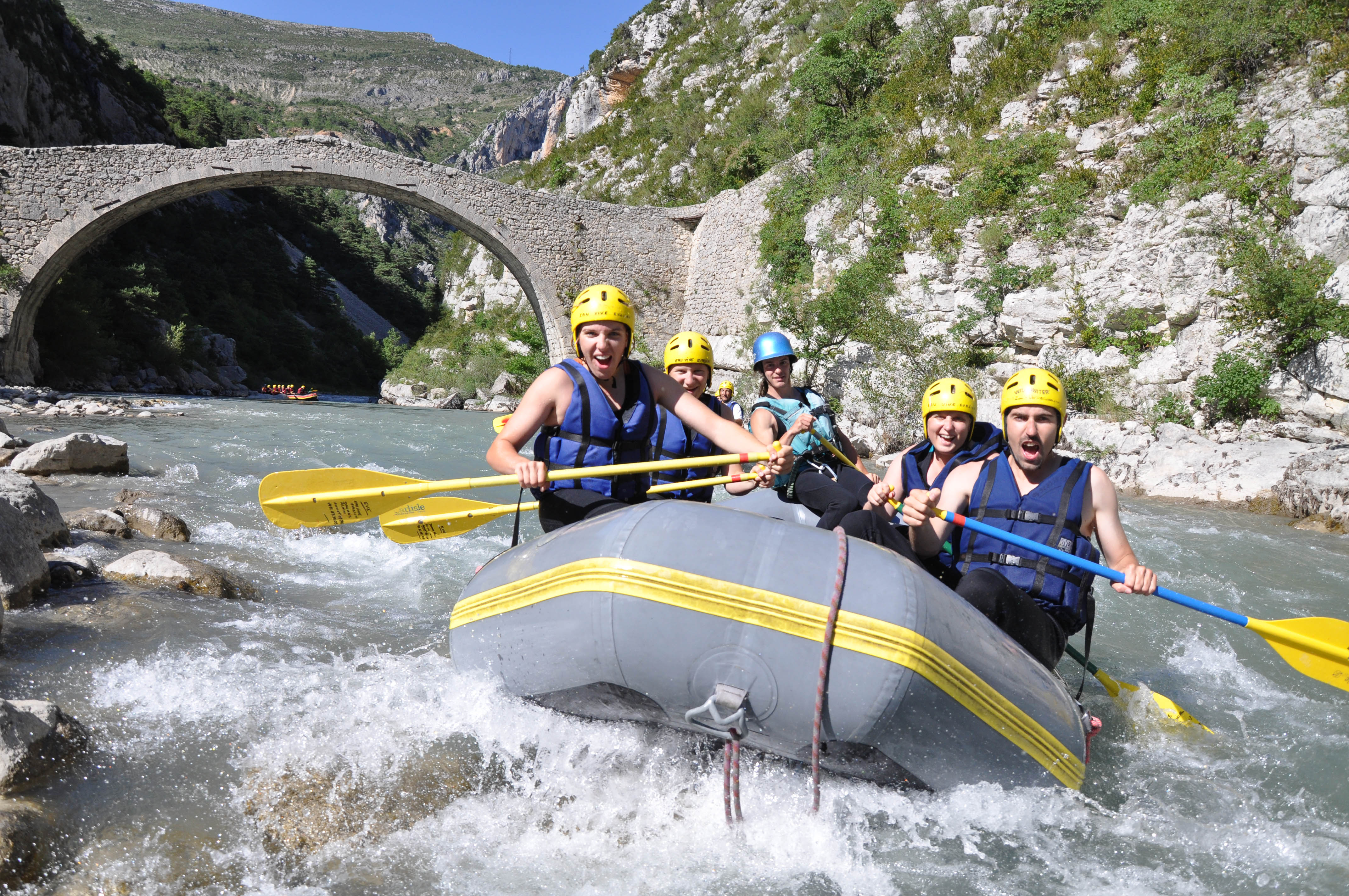
Rafting auf dem Verdon, Frankreich, 2009

Von einem klassischen Raft spricht man bei Booten, die vier bis zwölf, teilweise auch bis zu 16 Personen Platz bieten. Die Länge variiert in der Regel zwischen 3,60 m und 5,80 m, die Breite zwischen 1,60 m und 2,50 m. Zu differenzieren ist zwischen verschiedenen Bootsformen. In Europa ist das symmetrische, mit dem Stechpaddel am Heck gesteuerte Raft am gebräuchlichsten. Dabei sitzen die Gäste auf den seitlichen Schläuchen, während der Guide oder Steuermann am Heck mit seinem etwas größeren Paddel steuert. In den USA ist auch das asymmetrische, floßrudergesteuerte Raft und das symmetrische Raft mit zentraler Ruderanlage (engl. oars, ‚Riemen‘) verbreitet. Es wird vor allem auf größeren Flüssen für mehrtägige Fahrten verwendet und bietet mehr Platz für den Transport von Ausrüstung und Verpflegung. Vorwärts bewegt werden Rafts mit dem Stechpaddel oder den Rudern (= Oars).
Im weiteren Sinne kann auch bei Schlauchkanadiern von Rafts gesprochen werden. Dabei sitzen die Teilnehmer, im Gegensatz zum klassischen Raft, "in-line", also hintereinander, und paddeln ebenfalls mit Stechpaddeln auf jeweils einer Bootseite. Schlauchkanadier gibt es in den verschiedensten Ausführungen, vom günstigen Boot für den Badesee bis zum stabilen Wildwasserkanadier für extreme Flüsse.
Eine weitere Sonderform des Rafts ist das aufblasbare Kajak (Ducky). Es bietet ein bis zwei Personen Platz und wird mit einem Doppelpaddel gesteuert. Äußerst beliebt ist seit 2015 das Packraft, welches im Gegensatz zu den bis zu 80 Kilo schweren klassischen Rafts leicht tragbar ist und von einer Person gefahren wird.
Eine wichtige Unterscheidung zwischen den Rafting-Booten ist die Art der Lenzung. Sie sorgt dafür, dass das Boot nicht mit Wasser voll läuft. Die meisten Rafting-Boote verfügen über Löcher im Boden, durch welche das Wasser abfließen kann. Es sind ausschließlich Boote mit Lenzung für Wildwasser geeignet.

## Rafting-Wettkampfsport
Im Rafting-Rennsport werden seit der Gründung der International Rafting Federation (IRF) im Jahr 1997 offizielle Weltmeisterschaften in den Sechser-Rafts im zweijährlichen Rhythmus ausgetragen. Ab 2010 folgten die Vierer-Rafts im Wechsel zu den Sechser-Booten in geraden Jahren, hauptsächlich auf künstlichen Wildwasseranlagen, um den Weg zu den Olympischen Spielen zu bereiten (Olympic Class). Gefahren werden die Disziplinen Zeitfahrt (1–3 Minuten), Parallel Sprint Head to Head (1–3 Minuten), Slalom (mit bis zu 14 Toren; 3–4 Minuten) und die Abfahrt (20–60 Minuten) nach den Regeln der IRF. Es gibt EM- und WM-Titel für jede Einzeldisziplin, wie auch für die Gesamtwertung.

## Sicherheit und Ausrüstung

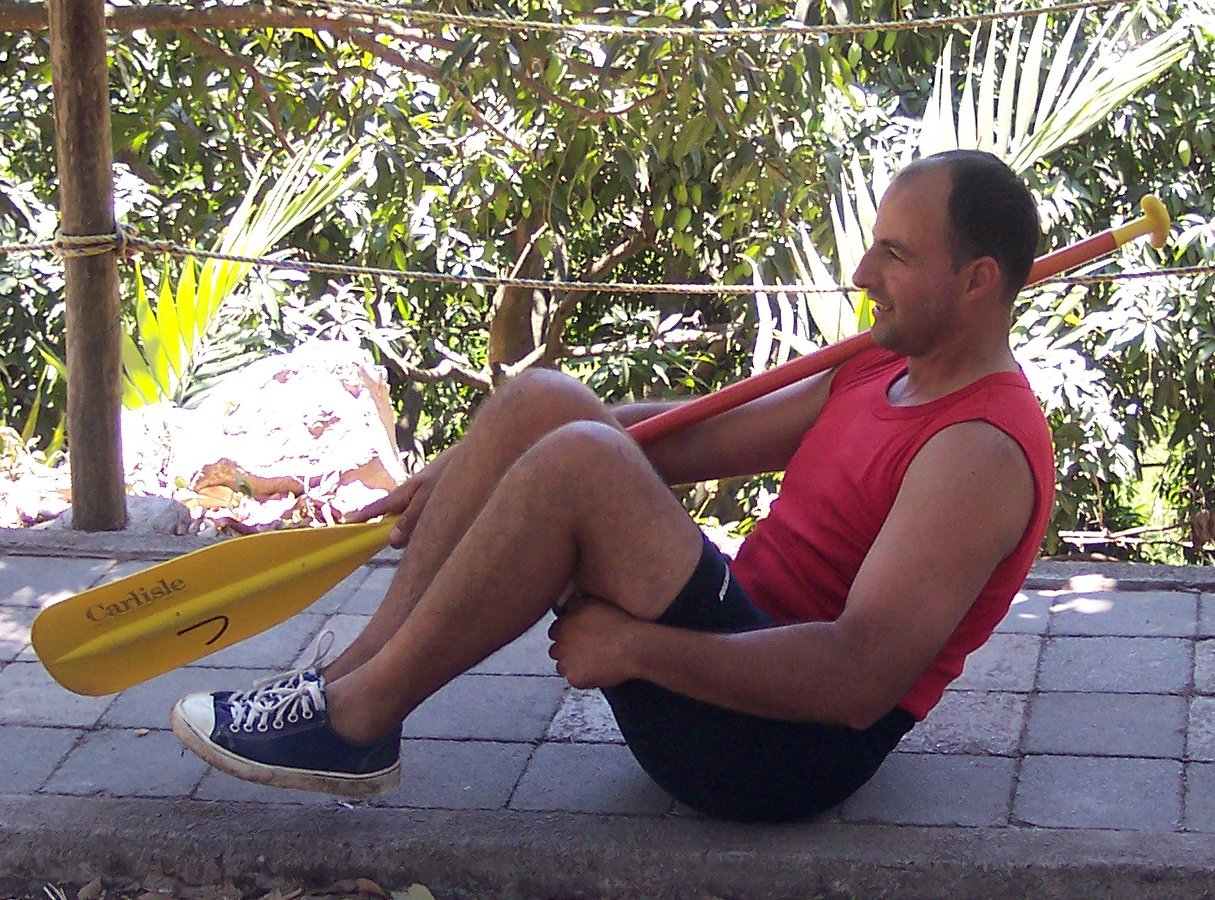
Haltung für über Bord gefallene Rafter

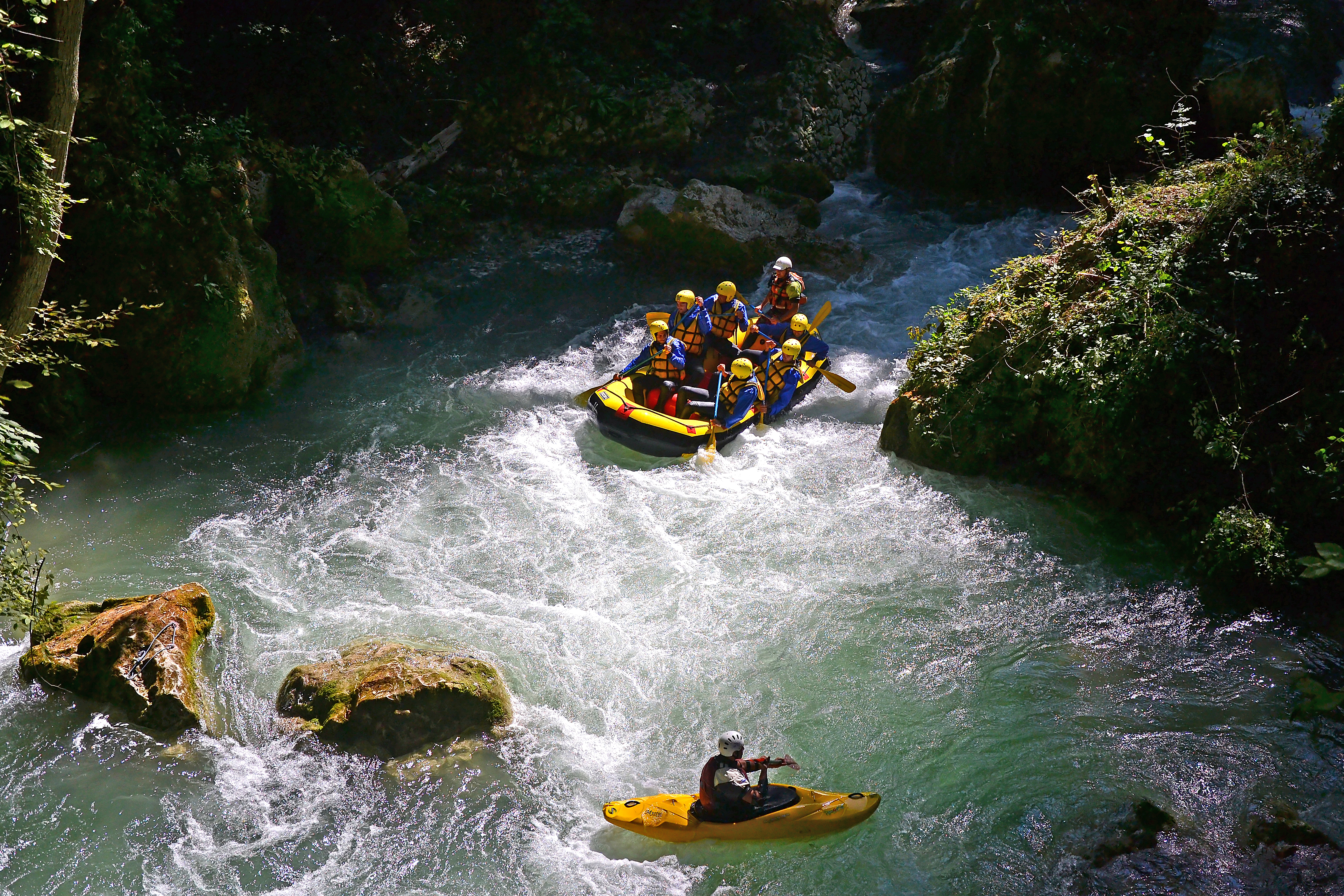
An einer Spielstelle weicht ein Kajak einem von oben kommenden Raft aus, Nera, Italien, 2011

Dank der mittlerweile recht hoch entwickelten Sicherheitsmaßnahmen der überwiegend kommerziellen Anbieter ist Rafting ein verhältnismäßig sicheres Freizeitvergnügen geworden. Abhängig vom Zielgebiet existieren teils recht rigide Sicherheitsmaßgaben öffentlicher Institutionen für die Anbieter: Das reicht von der Prüfungspflicht für Unternehmer und Bootsführer über die regelmäßige Abnahme der Boote bis zu klaren Vorschriften, was die mitzuführende Ausrüstung angeht. Rafting ist, wenn die üblichen Sicherheitsregeln eingehalten werden, keine überdurchschnittlich gefährliche Sportart. Dennoch sollte vor Antritt einer Rafting-Tour überprüft werden, ob das Personal gut ausgebildet ist. Ebenso sollte die komplette Schutzausrüstung CEC-(Coordinating European Council)-geprüft sein.
Zum Ausrüstungsstandard für die Insassen gehört vor allem ein wärmender Neoprenanzug, der je nach den örtlichen Wasser- und Lufttemperaturen mit Ärmeln und Hosenbeinen in halber oder voller Länge ausgeführt sein kann. Schwimmweste und Sporthelm sind obligatorisch. Als Schuhe kommen entweder normale Sportschuhe oder die auch im Tauch- und Surfsport eingesetzten Neopren-Füßlinge zum Einsatz.

## Verhältnis Rafting zu Naturschutz und anderen Nutzern

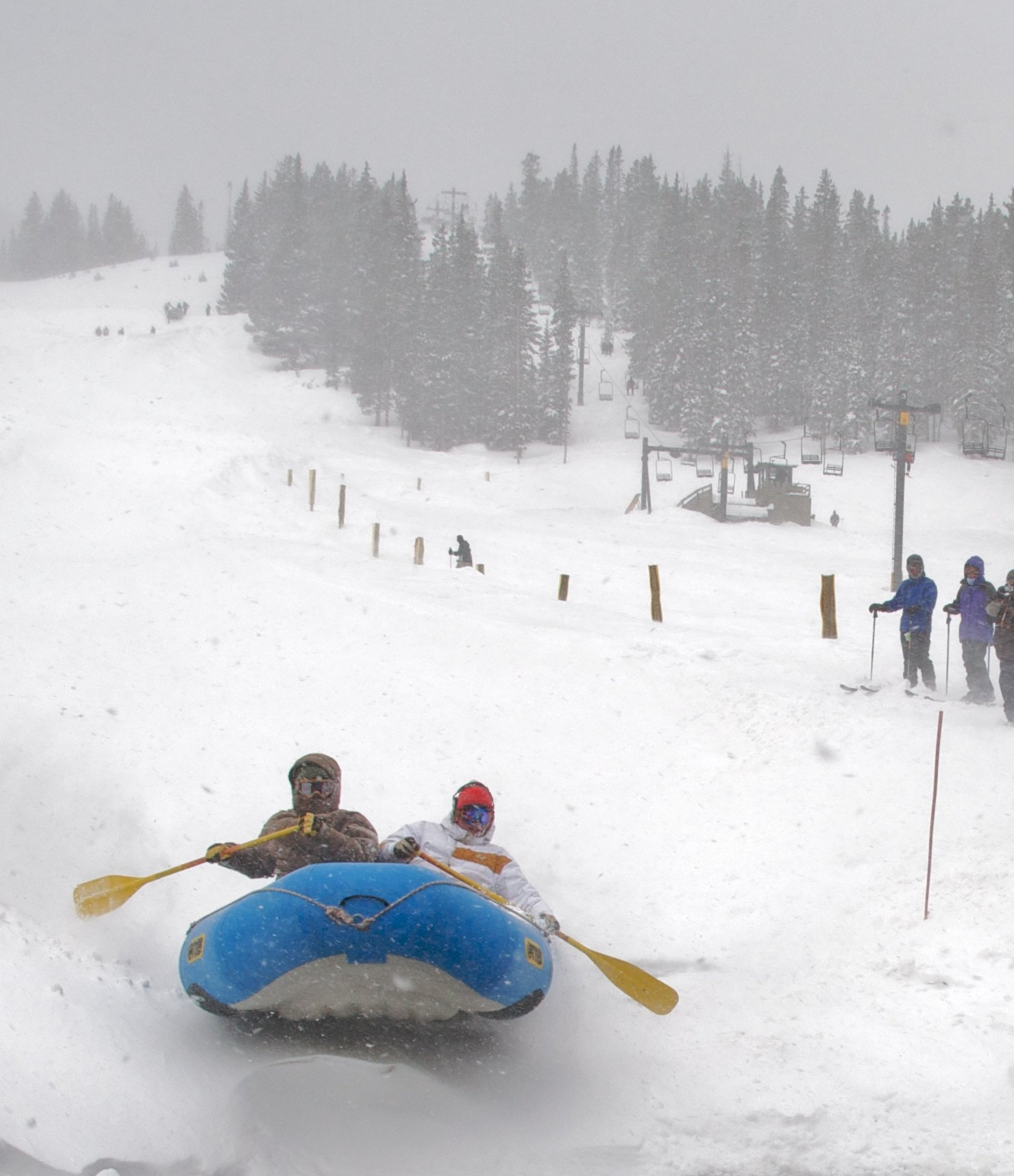
Rafting auf Schnee

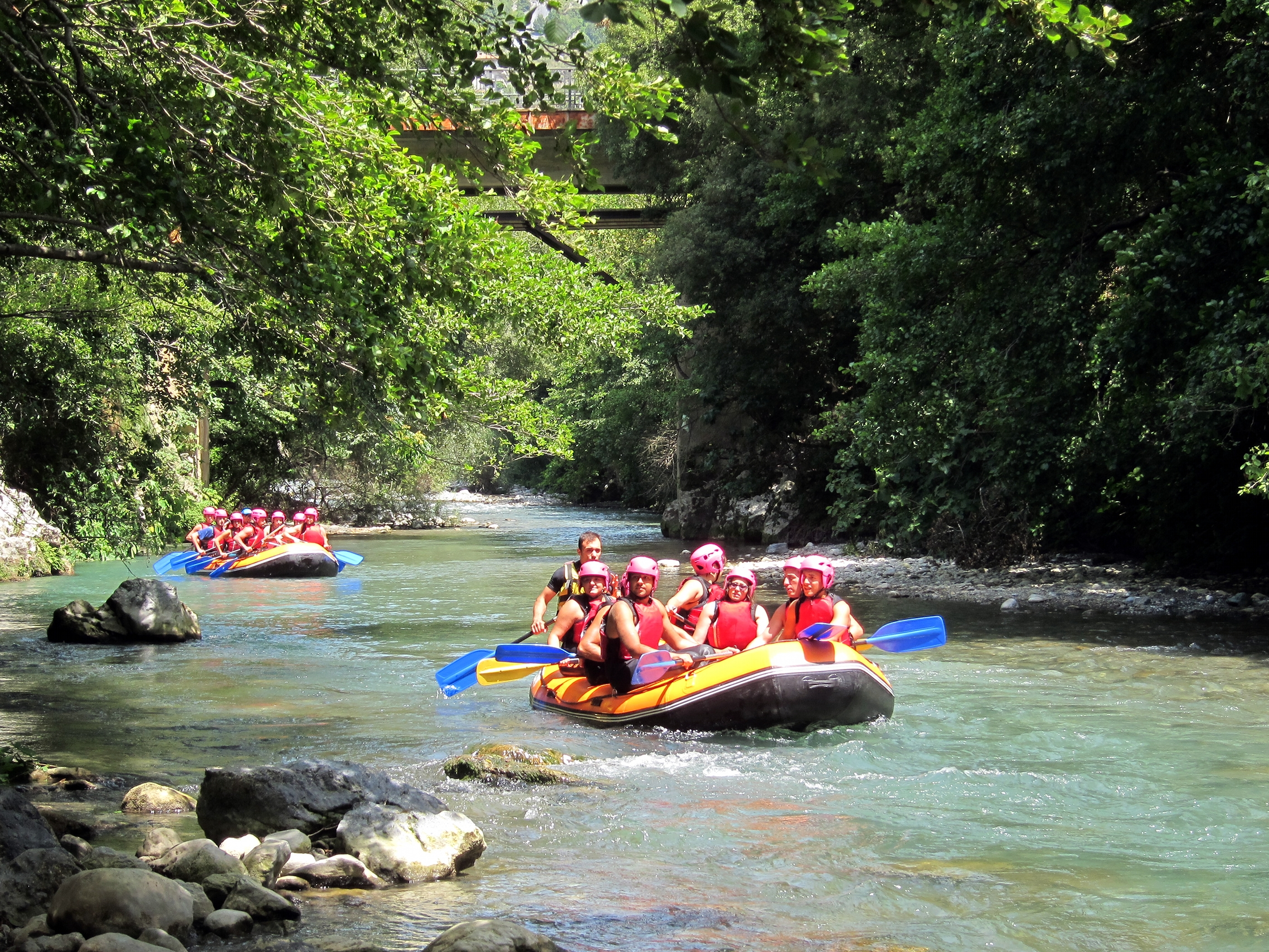
Rafting bei Scalea in Kalabrien, Italien

Wie alle Natursportarten steht Rafting im Konflikt zwischen Naturschutz und Naturnutzung. Da oftmals unberührte Naturlandschaften abseits von Wegen und Zivilisation durchfahren werden, muss besondere Rücksicht auf die Flora und Fauna genommen werden. Neben den Brutzeiten von Vögeln müssen auch die Laichzeiten der Fische und sensible Pflanzenbereiche beachtet werden. Durch ein rücksichtsvolles Verhalten ist der Impact durch Rafting äußerst überschaubar. In der Vergangenheit kam es zwischen Anglern und Raftern zu Problemen, die jedoch größtenteils durch Kompromisslösungen wie Beschränkungen der jährlichen und täglichen Befahrungszeiten beigelegt werden konnten.
Vorsichtshalber sollte vor jeder Fahrt ein Blick auf die aktuelle Regelung des Flusses geworfen werden. Für fast alle Gewässer gibt es mittlerweile Absprachen mit Naturschutzverbänden und den Behörden. Diese können dem Kanuführer entnommen werden und sind online auf der Website des Bayrischen Kanuverbandes sowie Kajaktour.de einsehbar.
Rafting als Wirtschaftsfaktor in vielen alpinen Regionen trägt dazu bei, dass die weitere Verbauung von Flüssen zur Energiegewinnung unterbleibt und die Flüsse als Lebensraum für Fische und für den Kanusport erhalten bleiben. Mittlerweile werden diese Naturlandschaften vor allem in Tirol durch aktuelle Kraftwerksprojekte auf dem Inn, der Sanna und der Ötztaler Ache gefährdet, doch ist die Macht der Rafting-Anbieter zunehmend spürbar. So wurde 2021 ein Wehr auf der Ötztaler Ache abgebaut, um den Raftinganbietern, und somit auch den Fischen, eine freie Durchfahrt zu ermöglichen.
Kanuten und Raftinganbieter haben weitgehend ähnliche Interessen. Kanuten profitieren von der Infrastruktur des kommerziellen Rafting, wie Ein- und Ausstiegsstellen. Ein Raft bedeutet jedoch aufgrund seiner Größe für ein Kanu eine beachtliche Gefahr. Rafter treffen bei der Abfahrt oft auf Wildwasserkanuten, die an einer Welle spielen. Das Kajak muss ausweichen, da das Raft träge ist und das Wegerecht hat, weil es von oben kommt. Ein Großteil der Raftguides (Bootsführer) sind selbst aktive Wildwasserpaddler. Sie kennen beide Seiten und verhalten sich rücksichtsvoll.
Sowohl Kanuten als auch Raftinganbieter und Naturschutzverbände treten für die Beseitigung gefährlicher, überflüssiger künstlicher Flussverbauungen (beispielsweise Kastenwehre, alte Stauwerke und Brückenpfeiler) ein, um die Flüsse wieder für Fische und Boote passierbar zu machen und die Sicherheit für Kanuten und Rafter zu erhöhen. Einige Kanusportler beklagen sich jedoch, dass Raftinganbieter in Zusammenarbeit mit Gemeinden und Tourismusverbänden Bagger- und Sprengarbeiten in natürlichen Flussbetten vornehmen, um Sicherheitsrisiken im Fluss zu beseitigen. Tatsächlich haben diese Maßnahmen in aller Regel nur kurz Bestand, da ein Flussbett permanenten Veränderungen unterliegt und Eingriffe häufig mit dem nächsten großen Hochwasser wieder zunichtegemacht werden.